# حسن الركراكي
حسن الركراكي  (1964 المغرب) هو لاعب كرة قدم مغربي.

## روابط خارجية
- حسن الركراكي على موقع قاعدة بيانات كرة القدم.إي يو (الإنجليزية)